# Миссауи, Фатхи
Фатхи Миссауи (араб. فتحي الميساوي‎; род. 8 января 1974, Тунис) — тунисский боксёр, представитель первой полусредней, полусредней и первой средней весовых категорий. Выступал за сборную Туниса по боксу в середине 1990-х годов, бронзовый призёр летних Олимпийских игр в Атланте, чемпион Африки, победитель и призёр турниров международного значения. В период 1998—2001 годов боксировал также на профессиональном уровне.

## Биография
Фатхи Миссауи родился 8 января 1974 года в Тунисе.

### Любительская карьера
Впервые заявил о себе в 1992 году, выиграв серебряную медаль на юниорском международном турнире в Италии.
В 1993 году вошёл в основной состав тунисской национальной сборной и побывал на Средиземноморских играх в Нарбоне, где на стадии четвертьфиналов первой полусредней весовой категории был остановлен турком Нурханом Сулейманоглу.
В 1994 году выступил на международном турнире «Трофео Италия» в Местре и завоевал серебряную медаль на чемпионате Международного совета военного спорта — в решающем финальном поединке со счётом 4:18 уступил представителю Германии Октаю Уркалу.
В 1995 году боксировал на Всеафриканских играх в Хараре, но сумел дойти здесь только до четвертьфинала.
На чемпионате Африки 1996 года, который также являлся африканской олимпийской квалификацией, Миссауи одолел всех своих соперников по турнирной сетке, в том числе в финале взял верх над титулованным алжирцем Хосином Солтани — благодаря этой победе удостоился права защищать честь страны на летних Олимпийских играх в Атланте. На Играх, выступая в категории до 63,5 кг, благополучно прошёл первых троих оппонентов, в частности в четвертьфинале победил алжирца Мохамеда Аллалу, но на стадии полуфиналов со счётом 6:20 потерпел поражение от Октая Уркала и получил тем самым олимпийскую награду бронзового достоинства.
Став бронзовым олимпийским призёром, Фатхи Миссауи ещё в течение некоторого времени оставался в составе главной боксёрской команды Туниса и продолжал принимать участие в крупнейших международных турнирах. Так, в 1997 году он отметился победой на международном турнире Box-Am в Испании, где выступал уже в полусреднем весе.

### Профессиональная карьера
Покинув расположение тунисской национальной сборной, в 1998 году Миссауи переехал на постоянное жительство в Канаду и там успешно дебютировал на профессиональном уровне. Боксировал преимущественно в Монреале, в течение трёх лет одержал 12 побед (в том числе 7 досрочно), не потерпев при этом ни одного поражения. Завоевал титул чемпиона Североамериканской боксёрской организации (NABO) в первом среднем весе, однако в 2001 году вынужден был завершить спортивную карьеру из-за проблем с глазом.